# ヤクルトレビンズ戸田
ヤクルトレビンズ戸田（ヤクルトレビンズとだ、Yakult Levins Toda）は、ジャパンラグビーリーグワンDIVISION3に所属する社会人ラグビーチームである。公式略称は「L戸田」で、ホストエリアは戸田市。

## 概要
- チーム名の「Levin」は、英語で稲妻（雷光）を表している。またチームのキャラクターにはプロングホーンが使われている[3]。
- 「仕事とラグビーの両立」を信条とする[4]。
- 2023年11月、活動拠点としている埼玉県戸田市と包括連携協定を締結[5]。
- 2024年1月31日、JAPAN RUGBY LEAGUE ONE DIVISION3 2024-25シーズンから、セコムラガッツ、ルリーロ福岡と共に新規参入することが決定した[6]。ホストタウンは、戸田市となる。
- 未定ではあるが、群馬県前橋市を「セカンダリー・ホストタウン（準本拠地）」と位置付け、群馬県立敷島公園サッカー・ラグビー場（アースケア敷島サッカー・ラグビー場）を2025-26シーズン以後使用する予定で整備する計画がある[7]。

## グラウンド

### 練習グラウンド
- ヤクルト戸田グラウンド（埼玉県戸田市）[8]

### ホームグラウンド
リーグワン2024-25シーズンにおいて、ホームグラウンドとして試合を行う施設は以下のとおり。
- 栃木県グリーンスタジアム（栃木県宇都宮市）
- アースケア敷島サッカー・ラグビー場（群馬県前橋市）
- 太田市運動公園陸上競技場（群馬県太田市）
- AGFフィールド（東京都調布市）

## 歴史
- 1980年、ラグビー部同好会として発足。
- 1983年、関東社会人リーグ2部に昇格。
- 1991年、関東社会人リーグ3部に降格。
- 1992年、関東社会人リーグ2部に昇格。
- 2002年、関東社会人リーグ1部に昇格。
- 2010年9月14日、オフィシャルWEBサイト開始[10]。
- 2011年8月、チーム名「ヤクルトラグビー部Levins」と、ロゴが決まる[3]。
- 2011年、トップイーストリーグDiv.2に昇格[11]。
- 2012年、トップイーストリーグDiv.1に昇格。
- 2013年6月、戸田クラブハウスが完成[12]。
- 2014年2月2日、新体制となり、監督に佐藤崇幸、ヘッドコーチに高安勇太郎が就任[13]。
- 2014年3月から、戸田市ラグビーフットボール協会が主催する「戸田ラグビー祭」に参加[14]。
- 2016年度から、監督に高安勇太郎が就任[15]。
- 2021年1月、トップイーストリーグ2020-2021シーズンは、新型コロナウイルス感染症の世界的流行のため中止となる[16]。
- 2021年6月、関東ラグビーフットボール協会主催の「トップイーストリーグ春季交流戦トーナメント」が初開催され[17][18]、優勝で飾る[19][20]。
- 2021年、トップイーストリーグが3部制となり、1部に相当する「トップイーストリーグAグループ」に配置される。
- 2022年7月、トップイーストリーグ春季交流戦トーナメント決勝戦でセコムラガッツを破り、連覇[21]。
- 2023年7月、ジャパンラグビーリーグワンDIVISION3への新規参入申請を行った[22][23]。
- 2023年11月、埼玉県戸田市と包括連携協定を締結。主に教育・スポーツ・子育て支援・青少年教育など市民サービスと地域活性化について連携し、地域密着の活動を行う[24]。
- 2024年1月31日、ジャパンラグビーリーグワンDIVISION3へ、セコムラガッツ、ルリーロ福岡と共に2024-25シーズンから新規参入することが決まった[25]。
- 2024年8月1日、チーム名が「ヤクルトレビンズ戸田」となる[2]。

## タイトル
最上位リーグ
なし
下位リーグ
- トップイーストリーグAグループ 優勝：2回（2021,2023）
- トップイーストリーグDiv.2 優勝：1回（2011）
- 関東社会人リーグ1部　優勝：1回（2010）

その他
- トップイーストリーグ春季交流戦トーナメント 優勝：2回（2021, 2022）

## 成績

### リーグ戦戦績
- 1999-2000 関東社会人リーグ2部 Aブロック 2位（5勝）
- 2000-2001 関東社会人リーグ2部 Dブロック 2位（5勝1敗）
- 2001-2002 関東社会人リーグ2部 Dブロック 優勝（6勝）、関東社会人リーグ1部昇格
- 2002-2003 関東社会人リーグ1部 Aグループ 7位（1勝6敗）
- 2003-2004 関東社会人リーグ1部 2位（8勝1敗）
- 2004-2005 関東社会人リーグ1部 2位（7勝2敗）
- 2005-2006 関東社会人リーグ1部 4位（6勝3敗）
- 2006-2007 関東社会人リーグ1部 3位（8勝2敗）
- 2007-2008 関東社会人リーグ1部 3位（8勝2敗）
- 2008-2009 関東社会人リーグ1部 7位（5勝6敗）
- 2009-2010 関東社会人リーグ1部 2位（10勝1敗）
- 2010-2011 関東社会人リーグ1部 優勝（10勝）、トップイーストリーグDiv.2昇格
- 2011-2012 トップイーストリーグDiv.2 優勝（5勝1敗）、トップイーストリーグDiv.1昇格
- 2012-2013 トップイーストリーグDiv.1 6位（4勝5敗）
- 2013-2014 トップイーストリーグDiv.1 6位（3勝6敗）
- 2014-2015 トップイーストリーグDiv.1 7位（3勝6敗）
- 2015-2016 トップイーストリーグDiv.1 6位（5勝4敗）
- 2016-2017 トップイーストリーグDiv.1 8位（3勝6敗）
- 2017-2018 トップイーストリーグDiv.1 5位（5勝4敗）
- 2018-2019 トップイーストリーグDiv.1 2位（8勝1敗）
- 2019-2020 トップイーストリーグDiv.1 3位（7勝2敗）、リーグ再編に伴いトップイーストリーグAグループへ参入
- 2021-2022 トップイーストリーグAグループ 優勝（8勝0敗）
- 2022-2023 トップイーストリーグAグループ 2位（5勝3敗）
- 2023-2024 トップイーストリーグAグループ 優勝（7勝1敗）[26]、3地域社会人リーグ順位決定戦 準優勝[27]、JAPAN RUGBY LEAGUE ONE DIVISION3へ参入

#### JAPAN RUGBY LEAGUE ONE
| シーズン | DIVISION  | 最終順位 | リーグ順位  | 試合数 | 勝点 | 勝 | 分 | 負 | 得点 | 失点 | 得失差 | 入替戦 | 備考   |
| -------- | --------- | -------- | ----------- | ------ | ---- | -- | -- | -- | ---- | ---- | ------ | ------ | ------ |
| 2024-25  | DIVISION3 | 5位      | 5位/6チーム | 15     | 23   | 5  | 0  | 10 | 298  | 537  | -239   | なし   | [ 28 ] |

## 2024-25シーズンの順位
| \| \| JAPAN RUGBY LEAGUE ONE 2024-25 DIVISION 3 順位表（2025年5月11日時点）出典：[29] \| 編集 \| | | | | | | | | | | | | | | |                                                                          |                                                                          |
| リーグ戦 順位 | チーム | 試合数 | 勝ち点 | 勝 | 分 | 負 | 得点 | 失点 | 得失差 | T | G | PG | DG | 反則数 | 入替戦                                                                   | 最終結果                                                                 |
| 優勝 | マツダスカイアクティブズ広島 | 14 | 56 | 11 | 0 | 3 | 567 | 235 | 332 | 85 | 62 | 6 | 0 | 160 | 第14節で優勝決定、第13節で入替戦進出決定 DIVISION2 8位と入替戦           | 残留                                                                     |
| 2位 | 狭山セコムラガッツ | 15 | 55 | 11 | 0 | 4 | 593 | 317 | 276 | 87 | 61 | 12 | 0 | 179 | 第13節で入替戦進出が決定 DIVISION2 7位と入替戦                           | 残留                                                                     |
| 3位 | クリタウォーターガッシュ昭島 | 15 | 43 | 9 | 0 | 6 | 529 | 402 | 127 | 77 | 54 | 12 | 0 | 180 |                                                                          |                                                                          |
| 4位 | 中国電力レッドレグリオンズ | 14 | 23 | 5 | 0 | 9 | 319 | 474 | -155 | 40 | 28 | 21 | 0 | 166 |                                                                          |                                                                          |
| 5位 | ヤクルトレビンズ戸田 | 15 | 23 | 5 | 0 | 10 | 298 | 537 | -239 | 41 | 21 | 12 | 0 | 183 |                                                                          |                                                                          |
| 6位 | ルリーロ福岡 | 15 | 13 | 3 | 0 | 12 | 266 | 607 | -341 | 34 | 24 | 16 | 0 | 212 |                                                                          |                                                                          |
| | | | | | | | | | | | | | | |                                                                          |                                                                          |
| - 勝ち点は、勝ち4点、引き分け2点、負け0点。 - ただし、7点差以内の負けは1点を付与、3トライ差以上での勝ちは追加で1点を付与。 - 同じ勝ち点である場合は下記の順番で順位を決定する。 1. 勝ち点 2. 勝利数 3. ①および②が同数であったチーム間の勝ち点 4. ①、②および③が同数であったチーム間の得失点差 5. 全試合の得失点差 6. 当該チーム間のトライ数 7. 全試合でのトライ数 8. 当該チーム間のトライ後のゴール数 9. 全試合でのトライ後のゴール数 10. 抽選 | - 勝ち点は、勝ち4点、引き分け2点、負け0点。 - ただし、7点差以内の負けは1点を付与、3トライ差以上での勝ちは追加で1点を付与。 - 同じ勝ち点である場合は下記の順番で順位を決定する。 1. 勝ち点 2. 勝利数 3. ①および②が同数であったチーム間の勝ち点 4. ①、②および③が同数であったチーム間の得失点差 5. 全試合の得失点差 6. 当該チーム間のトライ数 7. 全試合でのトライ数 8. 当該チーム間のトライ後のゴール数 9. 全試合でのトライ後のゴール数 10. 抽選 | - 勝ち点は、勝ち4点、引き分け2点、負け0点。 - ただし、7点差以内の負けは1点を付与、3トライ差以上での勝ちは追加で1点を付与。 - 同じ勝ち点である場合は下記の順番で順位を決定する。 1. 勝ち点 2. 勝利数 3. ①および②が同数であったチーム間の勝ち点 4. ①、②および③が同数であったチーム間の得失点差 5. 全試合の得失点差 6. 当該チーム間のトライ数 7. 全試合でのトライ数 8. 当該チーム間のトライ後のゴール数 9. 全試合でのトライ後のゴール数 10. 抽選 | - 勝ち点は、勝ち4点、引き分け2点、負け0点。 - ただし、7点差以内の負けは1点を付与、3トライ差以上での勝ちは追加で1点を付与。 - 同じ勝ち点である場合は下記の順番で順位を決定する。 1. 勝ち点 2. 勝利数 3. ①および②が同数であったチーム間の勝ち点 4. ①、②および③が同数であったチーム間の得失点差 5. 全試合の得失点差 6. 当該チーム間のトライ数 7. 全試合でのトライ数 8. 当該チーム間のトライ後のゴール数 9. 全試合でのトライ後のゴール数 10. 抽選 | - 勝ち点は、勝ち4点、引き分け2点、負け0点。 - ただし、7点差以内の負けは1点を付与、3トライ差以上での勝ちは追加で1点を付与。 - 同じ勝ち点である場合は下記の順番で順位を決定する。 1. 勝ち点 2. 勝利数 3. ①および②が同数であったチーム間の勝ち点 4. ①、②および③が同数であったチーム間の得失点差 5. 全試合の得失点差 6. 当該チーム間のトライ数 7. 全試合でのトライ数 8. 当該チーム間のトライ後のゴール数 9. 全試合でのトライ後のゴール数 10. 抽選 | - 勝ち点は、勝ち4点、引き分け2点、負け0点。 - ただし、7点差以内の負けは1点を付与、3トライ差以上での勝ちは追加で1点を付与。 - 同じ勝ち点である場合は下記の順番で順位を決定する。 1. 勝ち点 2. 勝利数 3. ①および②が同数であったチーム間の勝ち点 4. ①、②および③が同数であったチーム間の得失点差 5. 全試合の得失点差 6. 当該チーム間のトライ数 7. 全試合でのトライ数 8. 当該チーム間のトライ後のゴール数 9. 全試合でのトライ後のゴール数 10. 抽選 | - 勝ち点は、勝ち4点、引き分け2点、負け0点。 - ただし、7点差以内の負けは1点を付与、3トライ差以上での勝ちは追加で1点を付与。 - 同じ勝ち点である場合は下記の順番で順位を決定する。 1. 勝ち点 2. 勝利数 3. ①および②が同数であったチーム間の勝ち点 4. ①、②および③が同数であったチーム間の得失点差 5. 全試合の得失点差 6. 当該チーム間のトライ数 7. 全試合でのトライ数 8. 当該チーム間のトライ後のゴール数 9. 全試合でのトライ後のゴール数 10. 抽選 | - 勝ち点は、勝ち4点、引き分け2点、負け0点。 - ただし、7点差以内の負けは1点を付与、3トライ差以上での勝ちは追加で1点を付与。 - 同じ勝ち点である場合は下記の順番で順位を決定する。 1. 勝ち点 2. 勝利数 3. ①および②が同数であったチーム間の勝ち点 4. ①、②および③が同数であったチーム間の得失点差 5. 全試合の得失点差 6. 当該チーム間のトライ数 7. 全試合でのトライ数 8. 当該チーム間のトライ後のゴール数 9. 全試合でのトライ後のゴール数 10. 抽選 | - 勝ち点は、勝ち4点、引き分け2点、負け0点。 - ただし、7点差以内の負けは1点を付与、3トライ差以上での勝ちは追加で1点を付与。 - 同じ勝ち点である場合は下記の順番で順位を決定する。 1. 勝ち点 2. 勝利数 3. ①および②が同数であったチーム間の勝ち点 4. ①、②および③が同数であったチーム間の得失点差 5. 全試合の得失点差 6. 当該チーム間のトライ数 7. 全試合でのトライ数 8. 当該チーム間のトライ後のゴール数 9. 全試合でのトライ後のゴール数 10. 抽選 | - 勝ち点は、勝ち4点、引き分け2点、負け0点。 - ただし、7点差以内の負けは1点を付与、3トライ差以上での勝ちは追加で1点を付与。 - 同じ勝ち点である場合は下記の順番で順位を決定する。 1. 勝ち点 2. 勝利数 3. ①および②が同数であったチーム間の勝ち点 4. ①、②および③が同数であったチーム間の得失点差 5. 全試合の得失点差 6. 当該チーム間のトライ数 7. 全試合でのトライ数 8. 当該チーム間のトライ後のゴール数 9. 全試合でのトライ後のゴール数 10. 抽選 | - 勝ち点は、勝ち4点、引き分け2点、負け0点。 - ただし、7点差以内の負けは1点を付与、3トライ差以上での勝ちは追加で1点を付与。 - 同じ勝ち点である場合は下記の順番で順位を決定する。 1. 勝ち点 2. 勝利数 3. ①および②が同数であったチーム間の勝ち点 4. ①、②および③が同数であったチーム間の得失点差 5. 全試合の得失点差 6. 当該チーム間のトライ数 7. 全試合でのトライ数 8. 当該チーム間のトライ後のゴール数 9. 全試合でのトライ後のゴール数 10. 抽選 | - 勝ち点は、勝ち4点、引き分け2点、負け0点。 - ただし、7点差以内の負けは1点を付与、3トライ差以上での勝ちは追加で1点を付与。 - 同じ勝ち点である場合は下記の順番で順位を決定する。 1. 勝ち点 2. 勝利数 3. ①および②が同数であったチーム間の勝ち点 4. ①、②および③が同数であったチーム間の得失点差 5. 全試合の得失点差 6. 当該チーム間のトライ数 7. 全試合でのトライ数 8. 当該チーム間のトライ後のゴール数 9. 全試合でのトライ後のゴール数 10. 抽選 | - 勝ち点は、勝ち4点、引き分け2点、負け0点。 - ただし、7点差以内の負けは1点を付与、3トライ差以上での勝ちは追加で1点を付与。 - 同じ勝ち点である場合は下記の順番で順位を決定する。 1. 勝ち点 2. 勝利数 3. ①および②が同数であったチーム間の勝ち点 4. ①、②および③が同数であったチーム間の得失点差 5. 全試合の得失点差 6. 当該チーム間のトライ数 7. 全試合でのトライ数 8. 当該チーム間のトライ後のゴール数 9. 全試合でのトライ後のゴール数 10. 抽選 | - 勝ち点は、勝ち4点、引き分け2点、負け0点。 - ただし、7点差以内の負けは1点を付与、3トライ差以上での勝ちは追加で1点を付与。 - 同じ勝ち点である場合は下記の順番で順位を決定する。 1. 勝ち点 2. 勝利数 3. ①および②が同数であったチーム間の勝ち点 4. ①、②および③が同数であったチーム間の得失点差 5. 全試合の得失点差 6. 当該チーム間のトライ数 7. 全試合でのトライ数 8. 当該チーム間のトライ後のゴール数 9. 全試合でのトライ後のゴール数 10. 抽選 | - 勝ち点は、勝ち4点、引き分け2点、負け0点。 - ただし、7点差以内の負けは1点を付与、3トライ差以上での勝ちは追加で1点を付与。 - 同じ勝ち点である場合は下記の順番で順位を決定する。 1. 勝ち点 2. 勝利数 3. ①および②が同数であったチーム間の勝ち点 4. ①、②および③が同数であったチーム間の得失点差 5. 全試合の得失点差 6. 当該チーム間のトライ数 7. 全試合でのトライ数 8. 当該チーム間のトライ後のゴール数 9. 全試合でのトライ後のゴール数 10. 抽選 | - 1位はDIVISION2の8位と、 2位はDIVISION2の7位と、 それぞれ入替戦を行う。 | - 1位はDIVISION2の8位と、 2位はDIVISION2の7位と、 それぞれ入替戦を行う。 |
| | JAPAN RUGBY LEAGUE ONE 2024-25 DIVISION 3 順位表（2025年5月11日時点）出典： | 編集 | | | | | | | | | | | | |                                                                          |                                                                          |

## 2024-25シーズンのスコッド
開幕前、2025-26シーズンでの選手登録までは、「チームに所属している選手」の一覧に過ぎないことに留意。
カテゴリA（日本代表の実績または資格あり）は、試合登録枠17名以上、同時出場可能枠11名以上。カテゴリB（日本代表の資格獲得見込み）は、試合登録枠・同時出場可能枠ともに任意。カテゴリC（他国代表歴あり等、カテゴリ A, B以外）は、試合登録枠3名以下。
ヤクルトレビンズ戸田の2024-25シーズンのスコッドは下記のとおり。年齢は、対戦最終日の2025年5月11日に固定。
ヘッドコーチ: 河野崇史
| 選手                       | ポジション          | 身長  | 体重  | 誕生日（年齢）         | 登録区分  |
| -------------------------- | ------------------- | ----- | ----- | ---------------------- | --------- |
| 石井清                     | プロップ            | 171cm | 102kg | 1994年2月12日（31歳）  | カテゴリA |
| 古屋篤史                   | プロップ            | 175cm | 112kg | 1992年6月4日（32歳）   | カテゴリA |
| 野崎伊織                   | プロップ            | 180cm | 106kg | 1994年2月23日（31歳）  | カテゴリA |
| 河野大地                   | プロップ            | 174cm | 105kg | 1997年5月6日（28歳）   | カテゴリA |
| 李城鏞                     | プロップ            | 172cm | 105kg | 1995年4月28日（30歳）  | カテゴリA |
| 谷峻輔                     | プロップ            | 180cm | 110kg | 1994年12月2日（30歳）  | カテゴリA |
| 遠藤孝一                   | プロップ            | 182cm | 114kg | 1999年1月2日（26歳）   | カテゴリA |
| 徳重元気                   | プロップ            | 182cm | 120kg | 1990年8月27日（34歳）  | カテゴリA |
| 江木畠悠加                 | プロップ            | 177cm | 100kg | 2002年12月14日（22歳） | カテゴリA |
| 渡辺明志                   | プロップ            | 172cm | 110kg | 2002年4月26日（23歳）  | カテゴリA |
| 下澤正浩                   | フッカー            | 175cm | 99kg  | 1994年4月3日（31歳）   | カテゴリA |
| 半田巧                     | フッカー            | 176cm | 98kg  | 1998年1月17日（27歳）  | カテゴリA |
| 上片風馬                   | フッカー            | 176cm | 102kg | 1999年3月29日（26歳）  | カテゴリA |
| 川地光節                   | フッカー            | 180cm | 109kg | 1993年4月8日（32歳）   | カテゴリA |
| 小川正志                   | ロック              | 185cm | 100kg | 1996年1月18日（29歳）  | カテゴリA |
| 牧野真也                   | ロック              | 187cm | 98kg  | 1996年1月7日（29歳）   | カテゴリA |
| 臼田湧人                   | ロック              | 182cm | 100kg | 1999年6月12日（25歳）  | カテゴリA |
| 岡大翔                     | ロック              | 190cm | 110kg | 2002年2月5日（23歳）   | カテゴリA |
| 守源                       | ロック              | 184cm | 100kg | 2000年7月19日（24歳）  | カテゴリA |
| ジェームス・タッカー       | ロック              | 197cm | 115kg | 1994年8月5日（30歳）   | カテゴリB |
| 西條正隆                   | フランカー          | 174cm | 90kg  | 1984年10月8日（40歳）  | カテゴリA |
| 大石力也                   | フランカー          | 190cm | 95kg  | 1993年1月29日（32歳）  | カテゴリA |
| 占部航典                   | フランカー          | 178cm | 97kg  | 1995年7月7日（29歳）   | カテゴリA |
| 須藤拓真                   | フランカー          | 172cm | 96kg  | 1996年9月22日（28歳）  | カテゴリA |
| 中島涼介                   | フランカー          | 177cm | 98kg  | 1995年11月22日（29歳） | カテゴリA |
| 大野敬                     | フランカー          | 173cm | 90kg  | 2002年4月11日（23歳）  | カテゴリA |
| ジェイコブ・マティウ       | ナンバー8           | 185cm | 105kg | 1995年3月29日（30歳）  | カテゴリB |
| 井坂龍星                   | ナンバー8           | 184cm | 97kg  | 1993年11月26日（31歳） | カテゴリA |
| 横山大輔                   | ナンバー8           | 184cm | 100kg | 1993年12月25日（31歳） | カテゴリA |
| 多田潤平                   | スクラムハーフ      | 165cm | 76kg  | 1990年9月5日（34歳）   | カテゴリA |
| 岡崎拓人                   | スクラムハーフ      | 166cm | 76kg  | 1994年12月18日（30歳） | カテゴリA |
| 大嶌一平                   | スクラムハーフ      | 175cm | 80kg  | 1995年8月22日（29歳）  | カテゴリA |
| 伊藤光希                   | スクラムハーフ      | 165cm | 70kg  | 1995年8月22日（29歳）  | カテゴリA |
| 伏見永城                   | スクラムハーフ      | 167cm | 70kg  | 2002年6月11日（22歳）  | カテゴリA |
| モーゼス・ジョーンズ       | スタンドオフ        | 189cm | 90kg  | 2002年6月18日（22歳）  | カテゴリB |
| ニック・イブミー           | スタンドオフ        | 173cm | 91kg  | 1991年7月30日（33歳）  | カテゴリB |
| 二浦瑞樹                   | スタンドオフ        | 167cm | 76kg  | 1997年5月20日（27歳）  | カテゴリA |
| 泉谷尚輝                   | スタンドオフ        | 178cm | 83kg  | 2001年11月22日（23歳） | カテゴリA |
| 齋藤聡汰                   | スタンドオフ        | 178cm | 84kg  | 2000年12月15日（24歳） | カテゴリA |
| 谷川和                     | スタンドオフ        | 175cm | 80kg  | 2003年2月5日（22歳）   | カテゴリA |
| 鈴木龍                     | ウイング            | 183cm | 84kg  | 2000年12月1日（24歳）  | カテゴリA |
| 斉藤大智                   | ウイング            | 174cm | 83kg  | 1998年9月12日（26歳）  | カテゴリA |
| 堀川太一                   | ウイング            | 168cm | 75kg  | 1993年1月23日（32歳）  | カテゴリA |
| 沢村舜                     | ウイング            | 172cm | 82kg  | 1998年4月26日（27歳）  | カテゴリA |
| 髙橋拓行                   | ウイング            | 177cm | 86kg  | 1996年11月27日（28歳） | カテゴリA |
| 太田景親                   | ウイング            | 177cm | 80kg  | 1999年12月25日（25歳） | カテゴリA |
| 土井將聖                   | ウイング/フルバック | 173cm | 80kg  | 1997年9月26日（27歳）  | カテゴリA |
| 新野翼                     | ウイング            | 171cm | 80kg  | 2002年5月26日（22歳）  | カテゴリA |
| アントニオ・ミカエリトゥー | センター            | 184cm | 100kg | 1997年11月6日（27歳）  | カテゴリB |
| 木村裕也                   | センター            | 167cm | 80kg  | 1996年4月15日（29歳）  | カテゴリA |
| 谷中廉                     | センター            | 171cm | 83kg  | 2002年3月11日（23歳）  | カテゴリA |
| 古川拓実                   | センター            | 168cm | 83kg  | 1995年7月3日（29歳）   | カテゴリA |
| 石川陽輝                   | センター            | 178cm | 80kg  | 2001年1月3日（24歳）   | カテゴリA |
| 白井吾士矛                 | センター            | 174cm | 96kg  | 1995年11月1日（29歳）  | カテゴリA |
| 青柳龍之介                 | センター            | 176cm | 87kg  | 2002年8月10日（22歳）  | カテゴリA |
| 大城海                     | フルバック          | 176cm | 80kg  | 1994年3月20日（31歳）  | カテゴリA |
| 髙田賢臣                   | ウイング            | 173cm | 82kg  | 2001年6月29日（23歳）  | カテゴリA |

## 主なスタッフ
2024年6月現在
- 部長：梛良昌利
- 監督：高安勇太朗
- 河野嵩史（ヘッドコーチ）、太田晴之（コーチングアドバイザー）、篠田正悟（BKコーチ）、森雄基（FWコーチ）

## 過去の所属選手
- 駒井孝行
- 望月諒
- ルイ・ラターヘーパエア
- 木村和也
- 甲斐寛希
- 正田俊平
- 新本弘義
- 平岡洋
- 森裕二郎
- 若木琢也
- 羽鳥雅典
- 宇野翔平
- 武村光法
- 野上貴俊
- レオン・エリソン
- 石森大雄
- アルバート・アナエ
- 清水直志
- 西田向
- 篠田正悟
- 川端尚也
- 村上昌彦
- トム・コックス
- 長田宗一郎
- 新井良生
- ネイピア・フォックス・マタムア
- 足立匠
- 西口聖一郎
- トーマス優デーリックデニイ
- 松本涼志
- 川島直樹
- 三笠琳央
- 井波健太郎
- 錦職太一郎

【2025年5月退団↓】
- 李城鏞
- 下澤正浩
- ジェームス・タッカー
- 中島涼介
- 西條正隆
- ジェイコブ・マティウ
- 井坂龍星
- 岡崎拓人
- ニック・イブミー
- 木村裕也
- 石川陽輝
- 堀川太一

## スローガン
- 2010年度：break through[32]
- 2011年度：Change[32]
- 2012年度：Move[33]
- 2013年度：貢献（CONTRIBUTION）
- 2014年度：前に出る[34]

以降は未発表につき不明。